# 海姆加滕山
47°36′49″N 11°16′55″E / 47.61361°N 11.28194°E

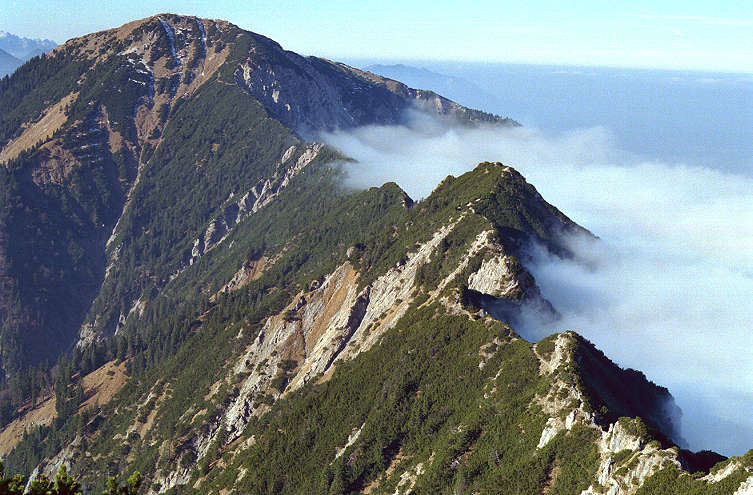

海姆加滕山（德語：Heimgarten），是德國的山峰，位於該國東南部，由巴伐利亞負責管轄，屬於巴伐利亞前阿爾卑斯山脈的一部分，海拔高度1,791米，每年平均降雨量1,715毫米。